# Jules Amédée Barbey d'Aurevilly
Jules Amédée Barbey d'Aurevilly (Saint-Sauveur-le-Vicomte, 2 de Novembro de 1808 — Paris, 23 de Abril de 1889) foi uma romancista e contista francês. Ele se especializou em contos de mistério que exploravam motivações ocultas e sugeriam o mal, sem se preocupar explicitamente com nada sobrenatural. Ele teve uma influência decisiva em escritores como Auguste Villiers de l'Isle-Adam, Henry James, Leon Bloy e Marcel Proust.

## Biografia
Jules-Amédée Barbey - o d'Aurevilly foi uma herança posterior de um tio sem filhos - nasceu em Saint-Sauveur-le-Vicomte, Manche, na Baixa Normandia. Em 1827 foi para o Collège Stanislas de Paris. Depois de obter seu bacharelado em 1829, ele foi para a Universidade de Caen estudar direito, graduando-se três anos depois. Quando jovem, ele era um liberal e ateu,  e seus primeiros escritos apresentam a religião como algo que se intromete nos assuntos humanos apenas para complicar e perverter as coisas. No início da década de 1840, no entanto, ele começou a frequentar a comunidade católica e o legitimista salão da Baronesa Amaury de Maistre, sobrinha de Joseph de Maistre. Em 1846 ele se converteu ao catolicismo romano.
Seus maiores sucessos como escritor literário datam de 1852 em diante, quando se tornou um crítico literário influente no jornal bonapartista Le Pays, ajudando a reabilitar Balzac e promovendo efetivamente Stendhal, Flaubert, e Baudelaire. Paul Bourget descreve Barbey como um idealista, que buscou e encontrou em seu trabalho um refúgio do mundo comum incompatível. Jules Lemaître, um crítico menos simpático, achava que os crimes extraordinários de seus heróis e heroínas, suas opiniões reacionárias, seu dandismo e esnobismo eram uma caricatura do byronismo.
Amado pelos decadentes do fin-de-siècle, Barbey d'Aurevilly continua sendo um exemplo dos extremos do romantismo tardio. Barbey d'Aurevilly sustentou fortes opiniões católicas, ainda escreveu sobre assuntos picantes, uma contradição aparentemente mais perturbadora para os ingleses do que para os próprios franceses. Barbey d'Aurevilly também era conhecido por ter construído sua própria persona como um dândi, adotando um estilo aristocrático e insinuando um passado misterioso, embora sua ascendência fosse nobreza burguesa provinciana e sua juventude relativamente monótona. Inspirado pelo caráter e ambiente de Valognes, ele definiu suas obras na aristocracia da Normandia. Embora ele próprio não usasse o dialeto normando, seu exemplo encorajou o renascimento da literatura vernácula em sua região natal.
Jules-Amédée Barbey d'Aurevilly morreu em Paris e foi enterrado no cimetière du Montparnasse. Em 1926, seus restos mortais foram transferidos para o cemitério de Saint-Sauveur-le-Vicomte.

## Trabalhos
Ficção
- Le Cachet d’Onyx (1831).
- Léa (1832).
- L'Amour Impossible (1841).
- La Bague d’Annibal (1842).
- Une vieille maîtresse (A Former Mistress, 1851)[a]
- L'Ensorcelée (The Bewitched, 1852; um episódio da revolta monarquista entre os camponeses normandos contra a primeira república).
- Le Chevalier Des Touches (1863)
- Un Prêtre Marié (1864)
- Les Diaboliques (The She-Devils, 1874; uma coleção de contos , cada um dos quais relata a história de uma mulher que comete um ato de violência ou vingança, ou outro crime).
- Une Histoire sans Nom (A história sem nome, 1882).
- Ce qui ne Meurt Pas (What Never Dies, 1884).

Ensaios e críticas
- Á Rebours (1884), in Le Constitutionnel, 28 July 1884.
- Du Dandysme et de Georges Brummel (1845).
- Les Prophètes du Passé (1851).
- Les Oeuvres et les Hommes (1860–1909).
- Les Quarante Médaillons de l'Académie (1864).
- Les Ridicules du Temps (1883).
- Pensées Détachées (1889).
- Fragments sur les Femmes (1889).
- Polémiques d'hier (1889).
- Dernières Polémiques (1891).
- Goethe et Diderot (1913).
- L'Europe des Écrivains (2000).
- Le Traité de la Princesse ou la Princesse Maltraitée (2012).

Poesia
- Ode aux Héros des Thermopyles (1825).
- Poussières (1854).
- Amaïdée (1889).
- Rythmes Oubliés (1897).

Suas obras completas são publicadas em dois volumes da Bibliothèque de la Pléiade.